# Hideaki Kitajima
Hideaki Kitajima (北嶋 秀朗, Kitajima Hideaki, Narashino, 23 mei 1978) is een Japans voormalig voetballer die als aanvaller speelde.

## Carrière
Hideaki Kitajima speelde tussen 1997 en 2012 voor Kashiwa Reysol en Shimizu S-Pulse. Hij tekende in 2012 bij Roasso Kumamoto.

## Japans voetbalelftal
Hideaki Kitajima debuteerde in 2000 in het Japans nationaal elftal en speelde 3 interlands, waarin hij 1 keer scoorde.

## Statistieken
| Japans voetbalelftal | Japans voetbalelftal | Japans voetbalelftal |
| Jaar                 | Wed.                 | Dlp.                 |
| -------------------- | -------------------- | -------------------- |
| 2000                 | 3                    | 1                    |
| Totaal               | 3                    | 1                    |